# Stadio Piercesare Tombolato
Lo stadio Piercesare Tombolato è il principale impianto sportivo del comune di Cittadella. Ospita le partite interne e le sedute di allenamento dell'Associazione Sportiva Cittadella.

## Storia

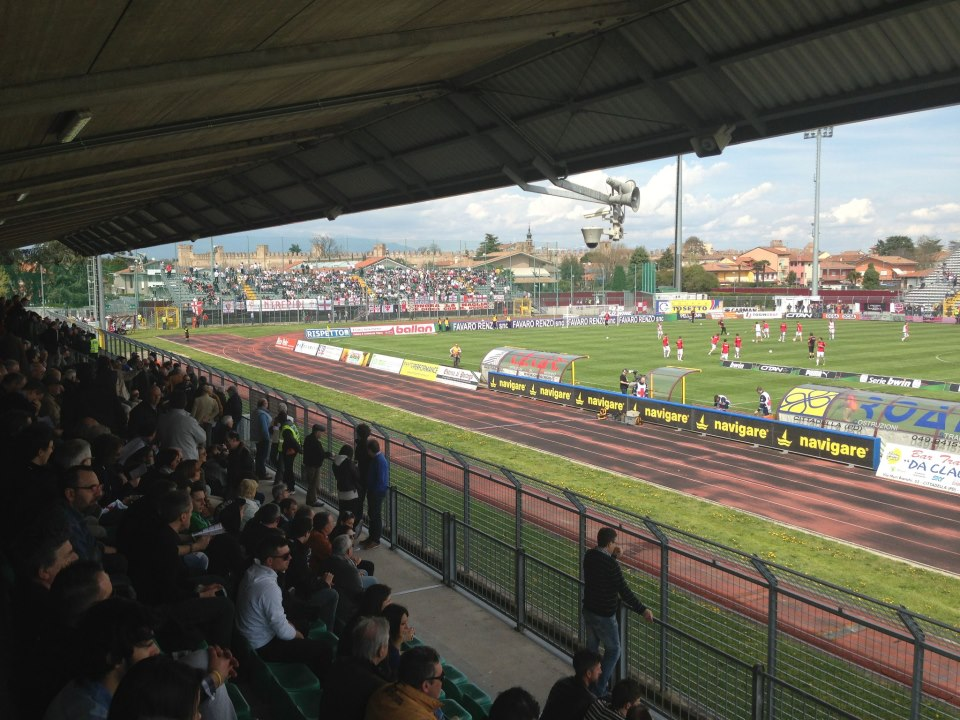
La curva nord ospiti.

Piercesare Tombolato (Padova, 5 gennaio 1939 – Cittadella, 25 marzo 1957) giocava come portiere nell'Olympia Cittadella. Il 3 marzo 1957, al Campo Petron di Padova, si disputò la partita amichevole Padova (giovanile)-Olympia Cittadella. L'allenatore delle giovanili del Padova Mariano Tansini portò Nereo Rocco a visionare il giovane Piercesare Tombolato che a 18 anni era portiere in prima squadra dell'Olympia in Promozione.
Allo scadere del primo tempo, l'estremo difensore in uscita ricevette un colpo all'addome, accusando il contrasto ma riprendendosi e giocando anche il secondo tempo. Alla sera, durante il rientro, venne accompagnato all'ospedale di Cittadella dove fu ricoverato ed operato: gli venne diagnosticata la rottura del coledoco con fuoriuscita della bile nell'intestino. Morì dopo tre settimane di agonia, il 25 marzo 1957. Nel 1981 gli è stato intitolato lo stadio di Cittadella.
L'impianto è stato inaugurato nella stagione 1981-1982 quando il Cittadella disputava l'allora Campionato Interregionale (l'attuale Serie D) ed ha sempre ospitato le partite casalinghe della squadra granata ad eccezione delle stagioni 2000-2001 e 2001-2002 di Serie B quando il Cittadella giocò le partite casalinghe allo Stadio Euganeo di Padova. È intitolato alla memoria di Piercesare Tombolato, promettente portiere originario di Cittadella morto in seguito a uno scontro di gioco nel 1957.
Dal campionato di Serie B 2008-2009 è stata aumentata la capienza dello stadio fino a 7.623 posti circa per far sì che la squadra e i tifosi granata non si dovessero trasferire nuovamente a Padova. Tuttavia le prime sette partite casalinghe della stagione di 2008-2009 sono state giocate allo Stadio Omobono Tenni di Treviso. La prima partita del Cittadella in Serie B al Tombolato venne disputata il 29 novembre 2008 contro l'Ancona.
Il 25 settembre 2015 fu inaugurata la copertura della Tribuna Est.
A partire dall’estate 2024 è in corso una ristrutturazione generale dell’impianto. Ad ora (agosto 2024) è stata rimossa la pista di atletica e spostato il campo verso la Tribuna Est, mentre i lavori successivi consisteranno nel rifare le altre tre gradinate vicine al campo nella sua nuova collocazione.

## Utilizzo dello stadio

### Calcio femminile
Il 5 gennaio 2023 si gioca per la prima volta una partita di calcio femminile in questo stadio, ospitando le Juventus femminile per una partita di Coppa Italia.

### Nazionali italiane
- Il 22 marzo 2013, in questo impianto si è svolta la partita amichevole dell'Under 21 Italia-Russia, finita 2-0 per gli azzurrini.[4]
- Il 4 settembre 2017, in questo impianto si è svolta la partita amichevole dell'Under 21 Italia-Slovenia, finita 4-1 per gli azzurrini.[5]
- Il 25 marzo 2025, in questo impianto si è svolta la partita amichevole dell'Under 21 Italia-Danimarca, finita in parità 1-1.

## Dati tecnici

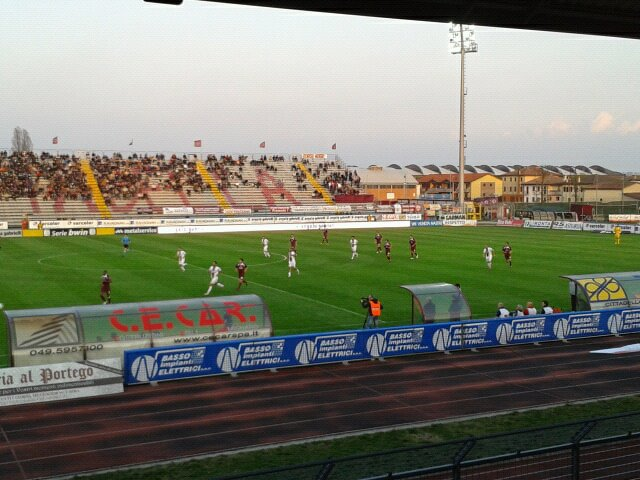
La tribuna est senza copertura.

Lo stadio per molto tempo ha avuto un unico settore coperto, quello della Tribuna Ovest; la Curva Nord è destinata alla tifoseria ospite, mentre i supporter granata sono soliti sistemarsi in Tribuna Est, dal settembre 2015 completamente coperta.
- Posti a sedere: 7.623
  - Tribuna Est: 5.226
  - Tribuna Ovest: 1.253
  - Curva Nord Ospiti: 1.144
  - Tribuna Stampa: 20
- Parcheggi pubblici: sufficienti
  - Zona Tribuna Ospiti: 173
  - Zona Tribuna Ovest: 238
  - Zona Tribuna Est: 157

## Distanze
Lo stadio Piercesare Tombolato dista:
- 67 km dall'aeroporto di Venezia-Tessera
- 37 km dall'aeroporto di Treviso-Sant'Angelo
- 27 km dall'uscita Vicenza Nord dell'autostrada A31
- 25 km da Padova (Statale Valsugana)
- 1 km circa dalla Stazione ferroviaria di Cittadella